# Johann Conrad Amman (1669-1724)
Pour les articles homonymes, voir Johann Conrad Amman et Amman (homonymie).
Johann Conrad Amman (né en 1669, baptisé le 7 février 1669 à Schaffhouse, en Suisse, et mort en 1724 à Warmond, près de Leyde aux Pays-Bas) est surtout connu pour ses recherches sur la physiologie de la phonation et la démutisation des sourds-muets.

## Éléments biographiques
Amman fut reçu docteur en médecine à Bâle, en 1687, à la suite d'une dissertation inaugurale s’intitulant De aegro pleuropneumonia laborante. Il vécut par la suite à Amsterdam, où il jouit d’une grande réputation. Il refusa, en 1714, une chaire que lui offrait sa ville natale. Il se voua avec persévérance à l’instruction des sourds-muets et se livra à des recherches remarquables sur la physiologie de la voix et sur la phonation. Son ouvrage Surdus loquens seu Methodus qua qui surdus natus est loqui discere possit (Le sourd qui parle, c'est-à-dire Méthode par laquelle celui qui est né sourd peut apprendre à parler), paru en 1692, fut traduit en hollandais la même année, puis en anglais en 1694, en allemand en 1747, sans compter toutes les éditions latines. Son premier travail complété parut à nouveau en 1700 sous le titre Dissertatio de loquela qui connut immédiatement de nombreuses traductions en plusieurs langues jusqu’à la fin du XIXe siècle. Il s’était rendu à Amsterdam pour parfaire sa formation médicale auprès d’Hermann Boerhaave, médecin réputé dans toute l’Europe pour la qualité de son enseignement clinique. Johann Conrad Amman supervisa également en 1709 la publication des œuvres complètes de Caelius Aurelianus, médecin de l’Antiquité, chez les frères Wettstein, libraires-éditeurs réputés d’Amsterdam.

## Publications en ligne
- The talking deaf man or, A method proposed, whereby he who is born deaf, may learn to speak, 1692
- Dissertation sur la parole, trad. du latin par Charles Nicolas Beauvais de Préau, dans Cl. F. Deschamps, Cours élémentaire d'éducation des sourds et muets […] suivi d'une Dissertation sur la parole […], 1779